# Hercostomus rhodesiensis
Hercostomus rhodesiensis är en tvåvingeart som beskrevs av Octave Parent 1939. Hercostomus rhodesiensis ingår i släktet Hercostomus och familjen styltflugor.
Artens utbredningsområde är Kongo. Inga underarter finns listade i Catalogue of Life.